# アルフレッド・エドワード・リングウッド
アルフレッド・エドワード・”テッド”・リングウッド（Alfred Edward "Ted" Ringwood, 1930年4月19日 - 1993年11月12日）は、オーストラリアの地球科学者。地球の外核、マントルでの鉱物の挙動を調べるために、高温・高圧のもとでの実験を行ったことで知られる。
ビクトリア州の Kew で生まれた。メルボルン大学で学び、1963年からオーストラリア国立大学地球物理学教授、1967年から地球化学の教授を務めた。1972年王立協会フェロー選出。1978年からオーストラリア国立大学地球化学研究所所長を務めた。
地質学、地球化学の分野で地球内部の高圧の環境下での鉱物の反応や変化、地球の核、惑星や隕石の化学的な進化、マグマの起源、月の組成や起源の研究を行ない、軽元素のが地球の外核に含まれるメカニズムなどを研究した。
1978年には、放射性廃棄物の安全な貯蔵のための手段として、シンロック固体化体 (Synroc) の提案を行った。

## 受賞歴
- 1974年: ウィリアム・ボウイ・メダル（アメリカ地球物理学連合）
- 1974年: アーサー・L・デイ・メダル（アメリカ地質学会）
- 1976年: センテナリー賞（王立化学会）
- 1983年: ベーカリアン・メダル（王立協会）
- 1985年: アーサー・ホームズメダル（ヨーロッパ地球科学連合）
- 1988年: ウォラストン・メダル（ロンドン地質学会）
- 1991年: V.M. Goldschmidt Award（国際地球化学会）
- 1992年: クラーク・メダル (Clarke Medal) （王立ニューサウスウェールズ学会）